# Vilson Ahmeti
Vilson Ahmeti (n. 1951) este un om politic albanez, care a îndeplinit funcția de prim-ministru al Albaniei (1991-1992).